# Анкепс
А́нкепс (лат. anceps, двуликий, двойной, двоякий) — в античном стихосложении,
позиция в метрическом или силлабо-метрическом стихе, которую может занимать как долгий, так и краткий слог. Так, в Алкеевом одиннадцатисложном стихе первый слог — анкепс, то есть стих может иметь вид U¦—U|—U|—UU|—UU и —¦—U|—U|—UU|—UU. Анкепсом, как правило, является последний слог любого стиха: например, в дактилическом каталектическом гекзаметре, —UU|—UU|—UU|—UU|—UU|—U и —UU|—UU|—UU|—UU|—UU|——. В метрических схемах обычно обозначается как «Х»; напр. —UU|—UU|—UU|—X.